# دولار توفالو
دولار توفالو عملة توفالو الرسمية. كانت توفالو تستخدم الدولار الأسترالي منذ العام 1966 حتى العام 1976، إلا أنّها بدأت بإصدار عملاتها الخاصة وأتاحتها للتداول منذ 1976، على الرغم من أنها مازالت تواصل استخدام الأوراق النقدية الأسترالية. لا يعد الدولار التوفالي عملة مستقلة، ولكنه كذلك يختلف عن الدولار الأسترالي. رمز العملة الدولي الرسمي هو TVD.

## العملات المعدنية
الصور على العملات المعدنية:
- 1 سنت : صدفة محارة
- 2 سنت : سمك بحري لاسع
- 5 سنتات : قرش النمر
- 10 سنتات: سلطعون العين الحمراء
- 20 سنت : السمك الطائر
- 50 سنت : اخطبوط
- 1 دولار : سلحفاة بحرية